# Ricky Marsh
Eric Clifton Marsh, detto Ricky (New York, 10 marzo 1954), è un ex cestista statunitense, professionista nella NBA.

## Carriera
Venne selezionato dai Golden State Warriors all'ottavo giro del Draft NBA 1977 (165ª scelta assoluta).